# Pueraria
Pueraria ist eine Pflanzengattung in der Unterfamilie Schmetterlingsblütler (Faboideae) innerhalb der Familie der Hülsenfrüchtler (Fabaceae). Die etwa 20 Arten sind im tropischen und östlichen Asien verbreitet.

## Beschreibung

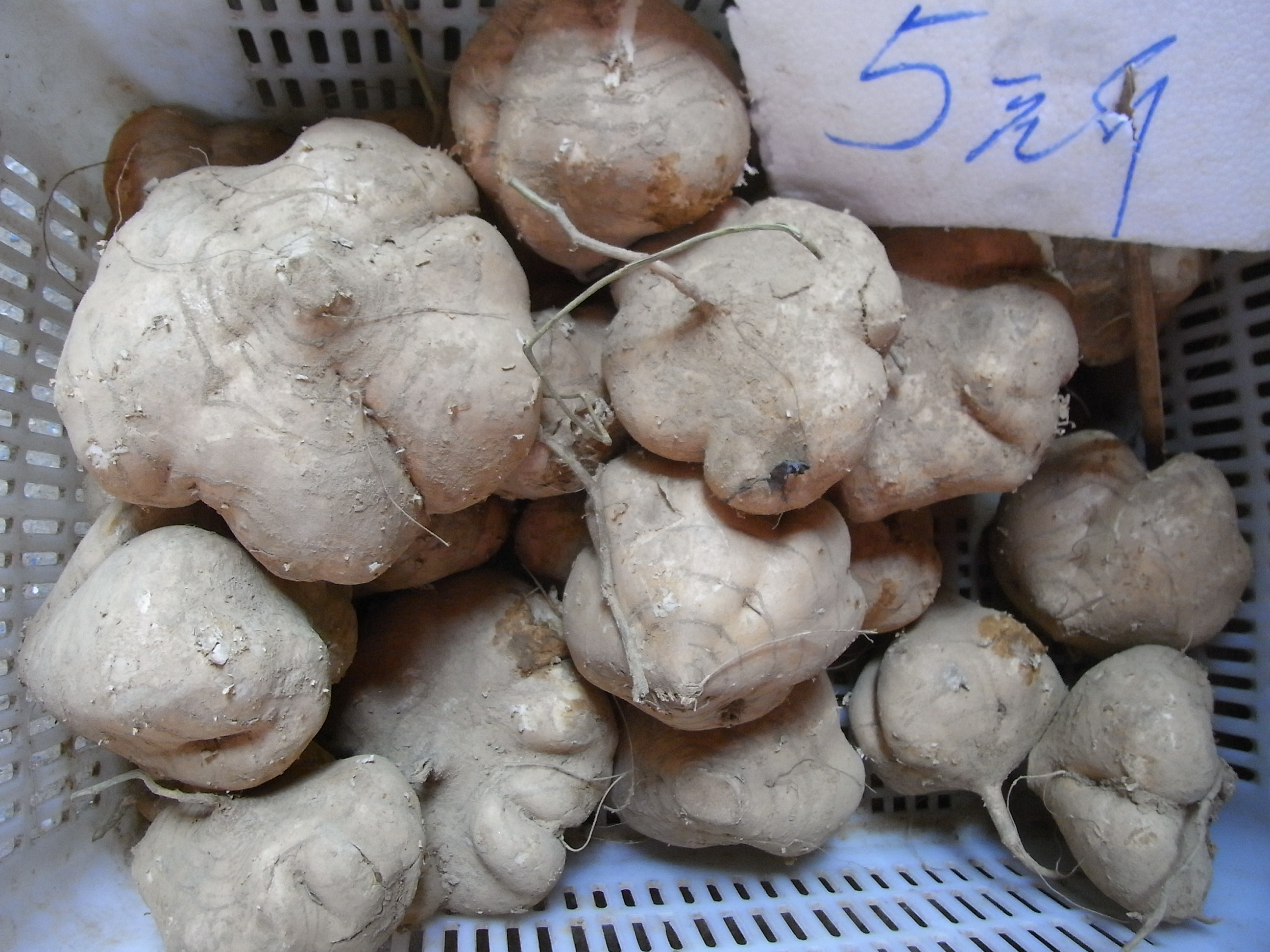
Knollen von Pueraria montana

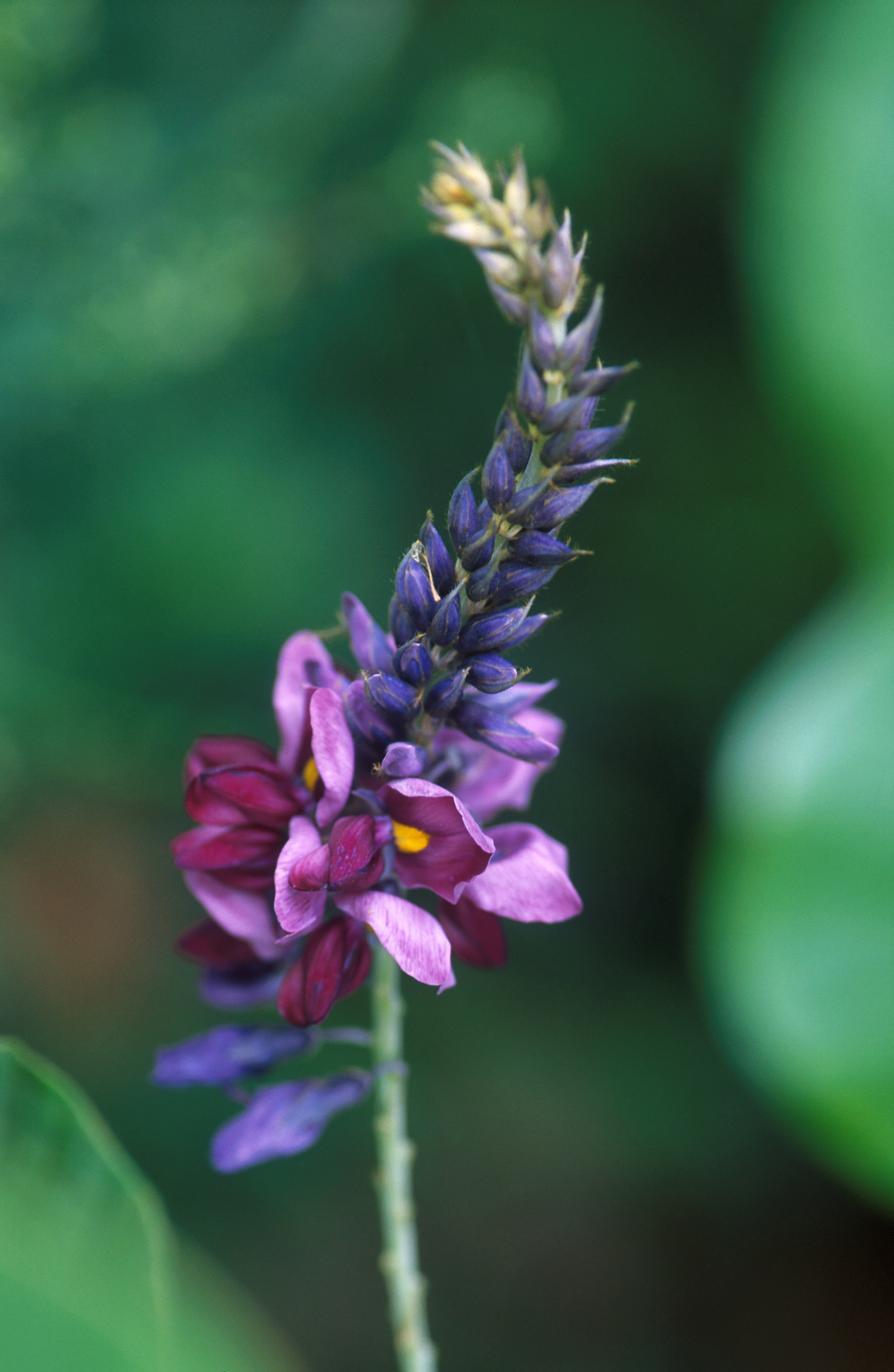
Blütenstand mit Schmetterlingsblüten von Pueraria montana

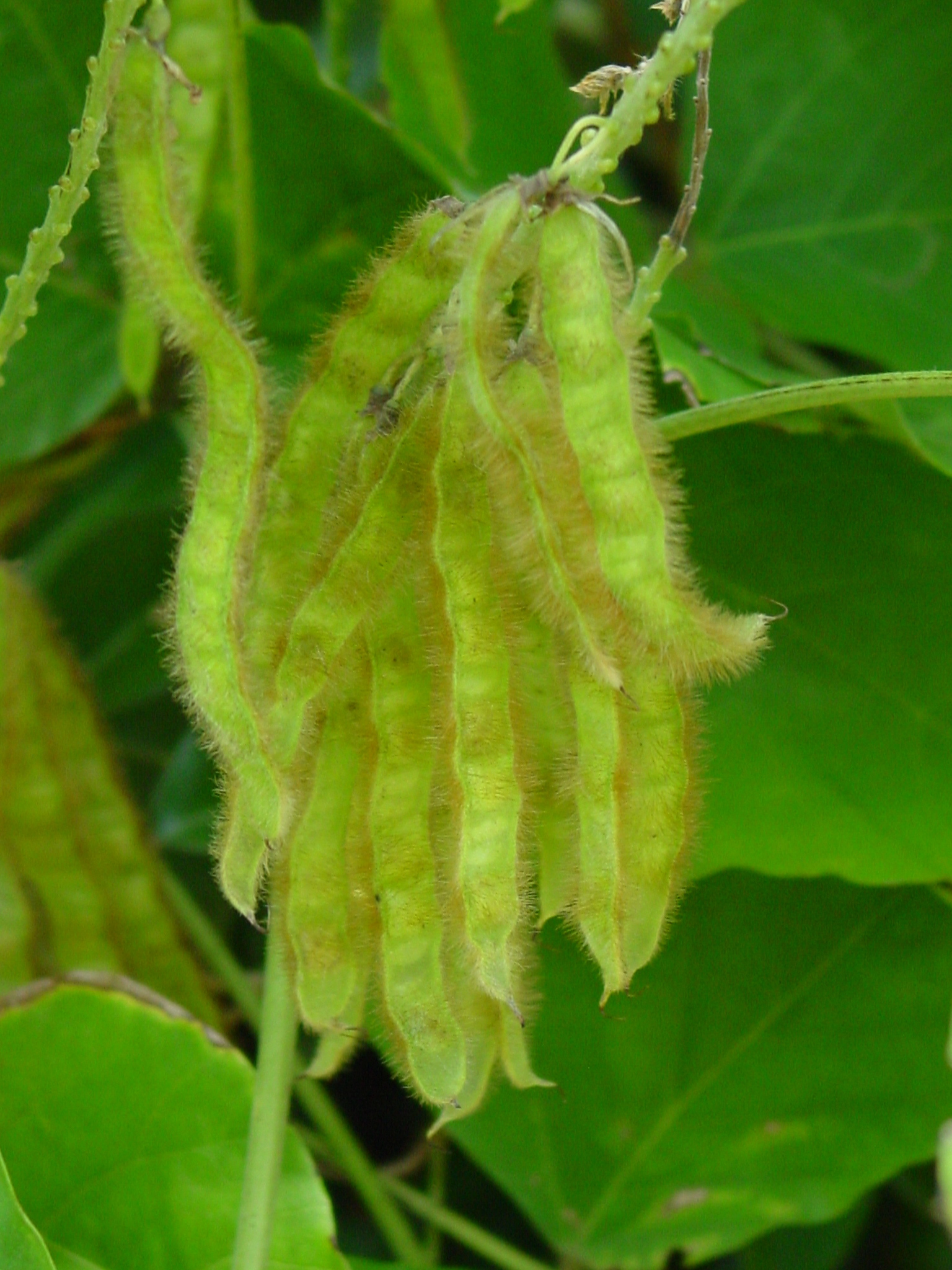
Behaarte Hülsenfrüchte von Pueraria montana

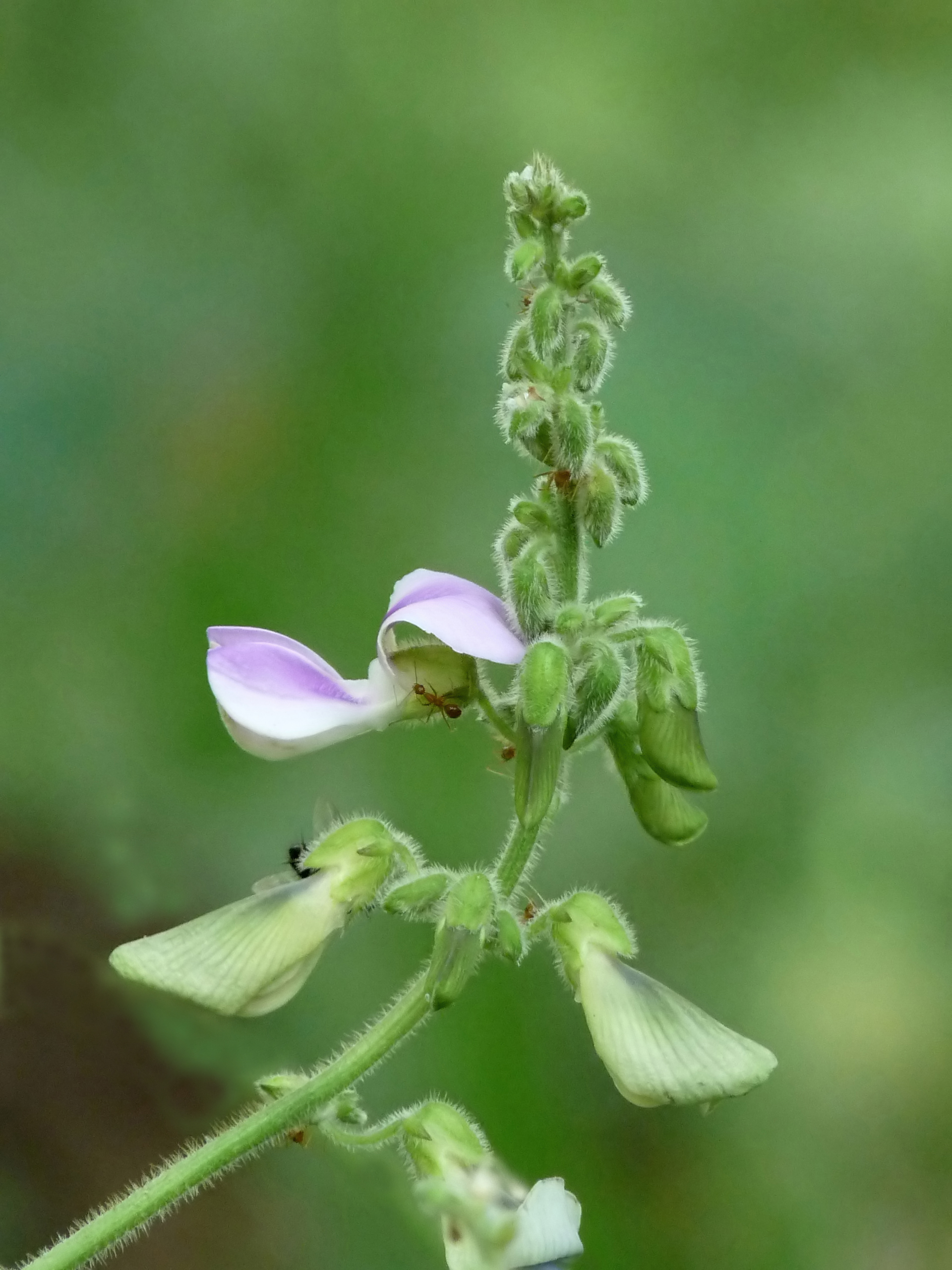
Blütenstand mit zygomorphen Blüten von Pueraria phaseoloides

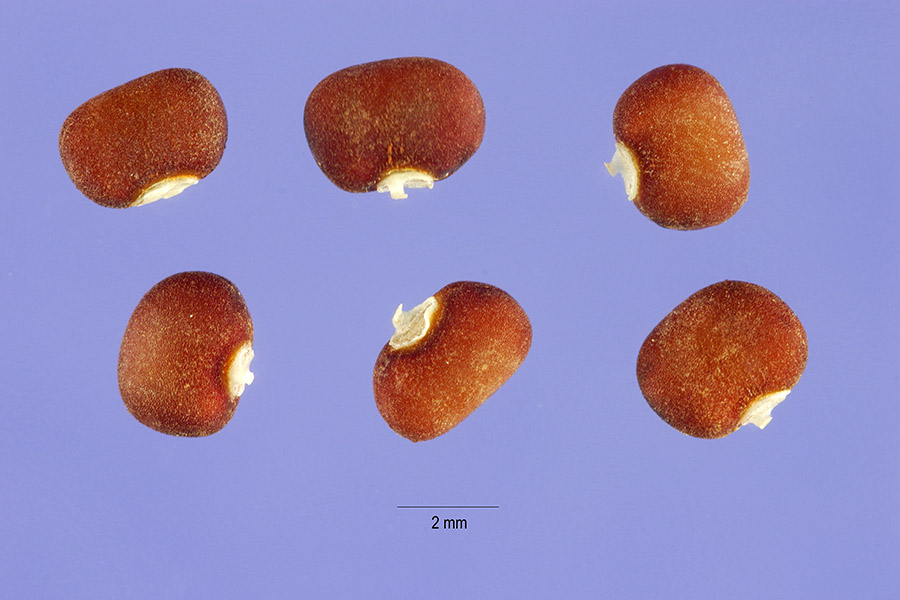
Samen von Pueraria phaseoloides

### Vegetative Merkmale
Pueraria-Arten wachsen als windende kletternde, ausdauernde krautige oder verholzende Pflanzen oder bis selbstständig aufrechte Sträucher. Es werden Wurzelknollen als Überdauerungsorgane gebildet, sofern diese unter den klimatischen Bedingungen erforderlich sind.
Die wechselständig angeordneten Laubblätter sind fast immer dreiteilig gefiedert. Die großen Fiederblättchen sind eiförmig oder rhomboid mit glattem oder leicht gelapptem Rand. Es sind haltbare, eiförmige bis linealische Nebenblätter und winizige Nebenblättchen der Fiederblättchen vorhanden.

### Generative Merkmale
Einzeln achselständig oder zu mehreren an den Sprossenden, an langen Blütenstandsschäften befinden sich traubigen oder rispigen Blütenstände meist mit vielen Blüten. Es sind meist kleine oder schmale Tragblätter und kleine bis winzige Deckblätter vorhanden.
Die zwittrigen Blüten sind zygomorph und fünfzählig mit doppelter Blütenhülle. Die fünf ungleichen Kelchblätter sind glockenförmig verwachsen, wobei zwei Kelchzähne vollständig verwachsen oder am obersten Bereich noch frei die obere der zwei Kelchlippen bilden. Die fünf purpurfarben bis blauen Kronblätter besitzen die typische Form der Schmetterlingsblüte und sind länger als der Kelch. Die Fahne ist verkehrt-eiförmig mit ausgerandetem oberen Ende und genagelter sowie geöhrter Basis. Die Flügel sind genagelt. Das Schiffchen ist etwas länger als die Flügel. Die zehn Staubblätter sind dia- oder monadelpisch verwachsen. Der einzige, sitzende, oberständige Fruchtknoten enthält viele Samenanlagen. Der kahle, dünne Griffel ist oben zurückgebogen und endet in einer kleinen, kopfigen Narbe.
Die Hülsenfrüchte sind länglich bis zylindrisch und die Fruchtklappen verdrehen sich beim öffnen und enthalten viele Samen. Die abgeflachten Samen sind fast kreisförmig oder transversal-rechteckig.

## Systematik und Verbreitung
Die Gattung Pueraria gehört zur Subtribus Glycininae aus dem Tribus Phaseoleae in der Unterfamilie der Faboideae innerhalb der Familie der Fabaceae.
Die Gattung Pueraria wurde 1825 von Augustin-Pyrame de Candolle in Annales des Sciences Naturelles (Paris), 4, 1, S. 97 erstveröffentlicht. Typusart ist Pueraria tuberosa (Roxb. ex Willd.) DC., die 1802 als Hedysarum tuberosum Roxb. ex Willd. erstbeschrieben wurde. Synonyme für Pueraria DC. sind Neustanthus Benth., Zeydora Lour. ex Gomes. Der Gattungsname ehrt den Schweizer Naturwissenschaftler Marc Nicolas Puerari (1766–1825), Professor der Botanik, der lange Zeit in Kopenhagen lebte. Er schenkte seine kostbare Bibliothek den Conservatoire et Jardin Botaniques in Genf.
Die etwa 20 Arten sind im tropischen und östlichen Asien verbreitet. Zehn Arten kommen in China vor, drei davon nur dort.
Es gibt 17 bis 20 Pueraria-Arten:
- Pueraria alopecuroides Craib: Sie kommt im südlichen Yunnan, Myanmar und Thailand vor.[2]
- Pueraria bella Prain: Sie ist selten[5] und kommt in Indien vor.
- Pueraria bouffordii H.Ohashi: Sie wurde 2005 erstbeschrieben und wächst an Flussufern in Höhenlagen von 700 bis 1000 Metern nur in der chinesischen Provinz Guizhou.[2]
- Pueraria calycina Franch. (Syn.: Pueraria forrestii W.E.Evans): Sie gedeiht im Dickicht im Gebirge in Höhenlagen von 2000 bis 2600 Metern in der chinesischen Provinz Yunnan.[2]
- Pueraria candollei Benth.: Sie kommt in Indien, Bangladesch, Laos, Myanmar, Thailand und auf den Andamanen vor.[5]
- Pueraria edulis Pamp. (Syn.: Pueraria bicalcarata Gagnep., Pueraria quadristipellata W.W.Sm.): Sie kommt in Indien, Bhutan und in den chinesischen Provinzen Sichuan sowie Yunnan vor.[2]
- Pueraria garhwalensis L.R.Dangwal & D.S.Rawat: Sie kommt nur im indischen Bundesstaat Uttar Pradesh vor.[5]
- Pueraria imbricata Maesen: Die Heimat ist Thailand und Laos.[5]
- Pueraria lacei Craib: Sie ist selten[5] und kommt in Myanmar vor.
- Kudzu (Pueraria montana (Lour.) Merr.): Die etwa drei Varietäten sind in Asien, Australien, Neuguinea und auf Inseln im Pazifik weitverbreitet; sie ist in vielen anderen Gebieten ein Neophyt.[5]
- Pueraria peduncularis (Benth.) Benth. (Syn.: Pueraria yunnanensis Franchet): Sie ist in Bangladesch, Pakistan, Indien, Bhutan, Nepal, Myanmar, Tibet und in den chinesischen Provinzen Guangxi, Guizhou, Sichuan sowie Yunnan verbreitet.[2]
- Pueraria phaseoloides (Roxb.) Benth.: Sie ist in Asien, Neuguinea und die Inseln im Pazifik weitverbreitet; sie ist in vielen anderen Gebieten ein Neophyt.[5]
- Pueraria pulcherrima (Koord.) Koord.-Schum.: Sie ist in Indonesien, auf den Philippinen, in Neuguinea, auf dem Bismarck-Archipel und den Salomonen verbreitet.[5]
- Pueraria sikkimensis Prain: Sie ist in Indien, Nepal und Bhutan verbreitet.[5]
- Pueraria stracheyi Baker: Sie kommt nur im indischen Bundesstaat vor.[5]
- Pueraria stricta Kurz (Syn.: Pueraria brachycarpa Kurz, Pueraria collettii Prain, Pueraria hirsuta Kurz, Pueraria longicarpa Thuan, Pueraria siamica Craib): Sie ist Yunnan, Myanmar, Thailand und vielleicht Laos verbreitet.[5][2]
- Pueraria tuberosa (Willd.) DC.: Sie ist auf dem indischen Subkontinent (Indien, Pakistan und Nepal) verbreitet.
- Pueraria wallichii DC.: Sie kommt in Indien, Bangladesch, Bhutan, Nepal, Myanmar, Thailand, Tibet und Yunnan vor.[2]
- Pueraria xyzhui H.Ohashi & Iokawa: Sie wurde 2005 erstbeschrieben und wächst in Bergregionen in Höhenlagen von etwa 1500 Metern nur in der chinesischen Provinz Yunnan.[2]